# Вулиця Миколи Плахотнюка
Ву́лиця Мико́ли Плахотнюка́ — вулиця в Деснянському районі міста Києва, котеджне селище Деснянське. Пролягає від вулиці Лейбніца до вулиці Андрія Сови.
Прилучаються безіменний проїзд до вулиці Василя Сухомлинського, Лозовий, Вербний, Десенський і Степовий провулки.

## Історія
Сформувалася на початку 2010-х років як одна з вулиць котеджного селища Деснянське. З 2011 року отримала назву вулиця Петра Шелеста, на честь партійного і державного діяча УРСР та СРСР Петра Шелеста.
Сучасна назва на честь українського лікаря, громадського діяча, політичного в'язня радянських часів Миколи Плахотнюка — з 2017 року.

## Перейменування
У вересні — листопаді 2015 року Київська міська державна адміністрація провела громадське обговорення щодо перейменування вулиці Петра Шелеста на вулицю Ігоря Моїсеєва, на честь Ігоря Моїсєєва, російського радянського артиста балету, балетмейстера, хореографа, широко визнаного як найвизначного хореографа народного танцю у XX столітті, уродженця Києва. Оскільки проект перейменування не знайшов підтримки, комісією з питань найменувань при Київському міському голові було розглянуто декілька нових пропозицій, з яких обрано інший варіант перейменування.